# Eugène Grasset
Eugène Grasset (Lausana, Suïssa, 25 de maig de 1845 - Sceaux, prop de París, 23 d'octubre de 1917) va ser un escultor, pintor i il·lustrador franc-suís de la Belle Époque i pioner del Modernisme. Al Museu Nacional d'Art de Catalunya es conserva obra seva.

## Galeria

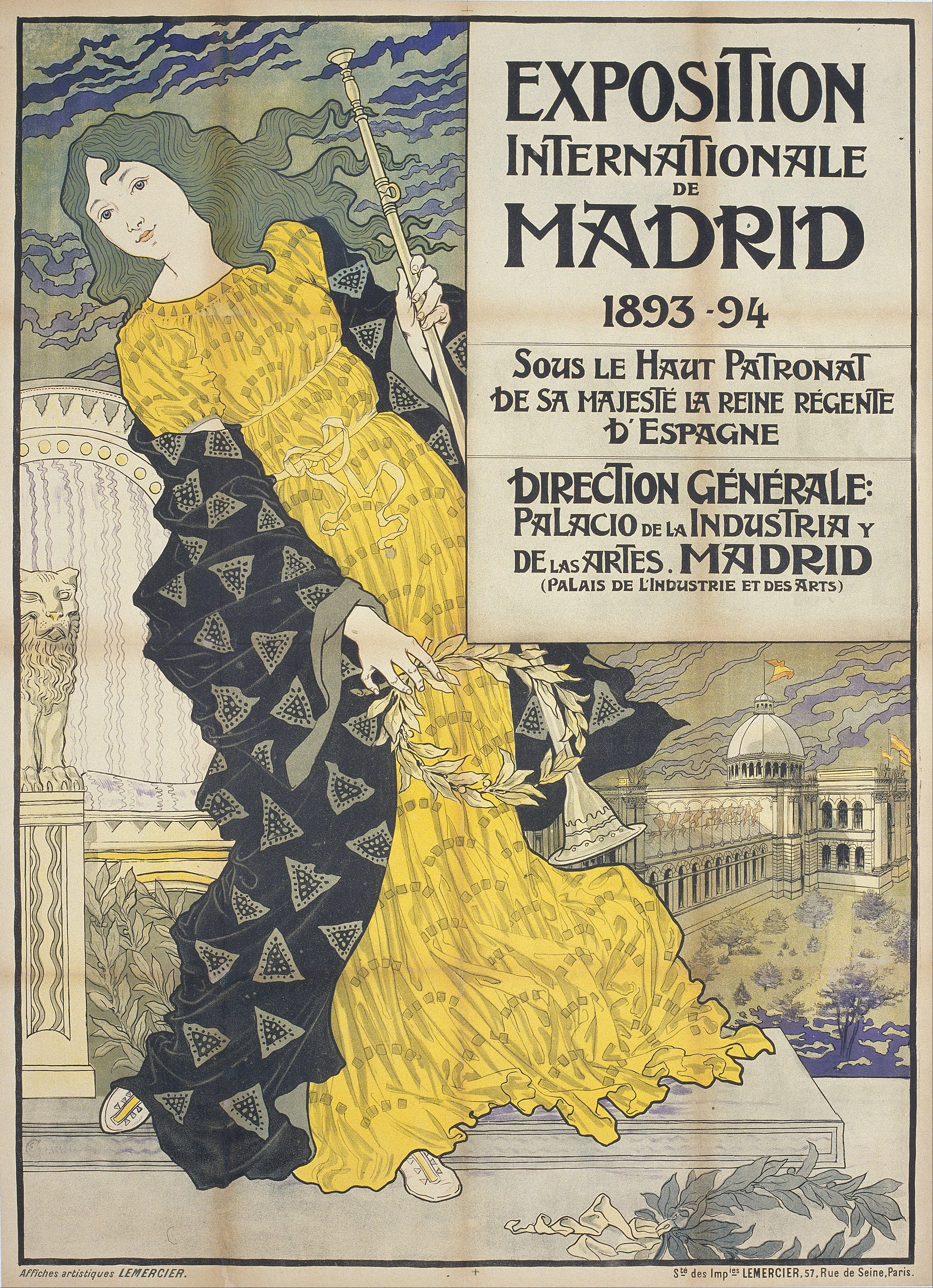
Exposition Internationale de Madrid, conservat al MNAC
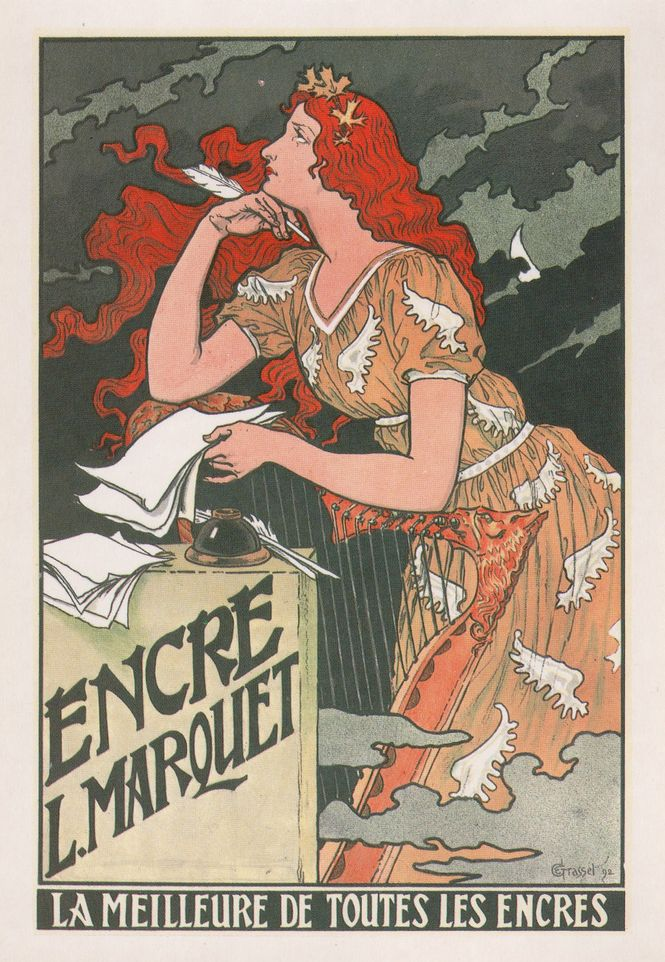
Encre L Marquet, 1892
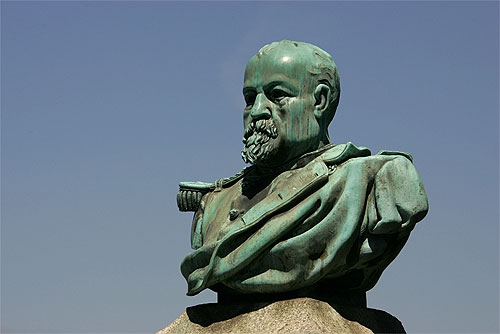
Bust del Coronel Charles Veillon, Lausana
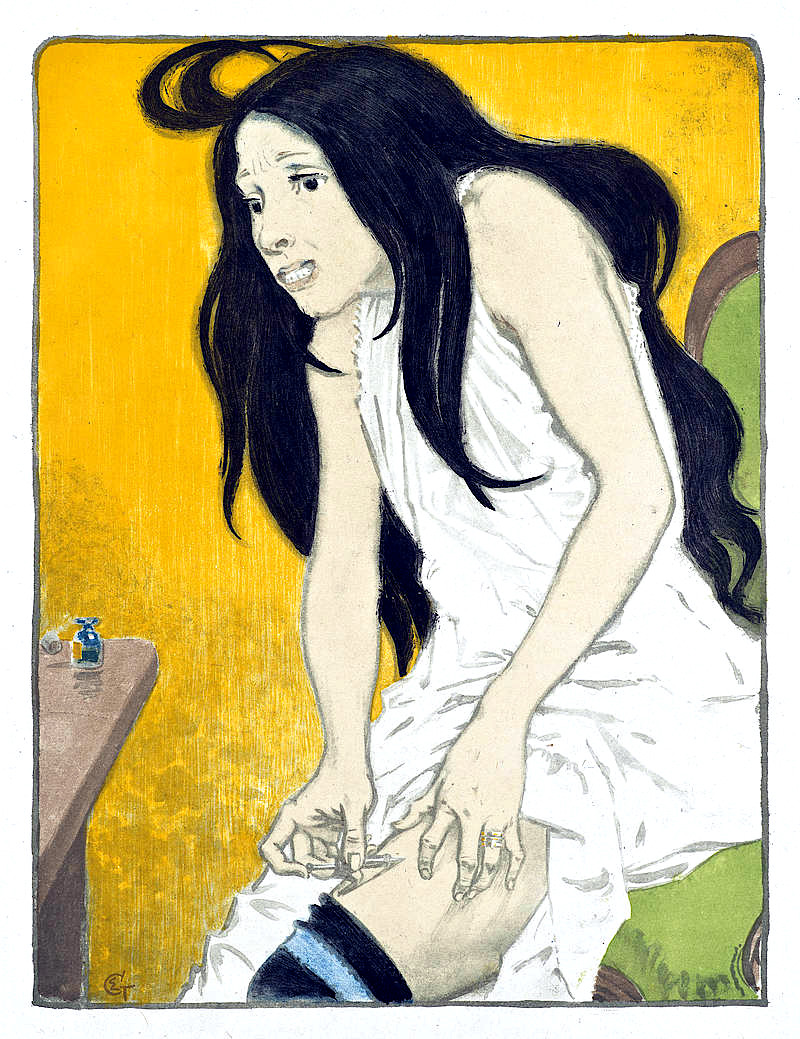
La morfinomane, 1897
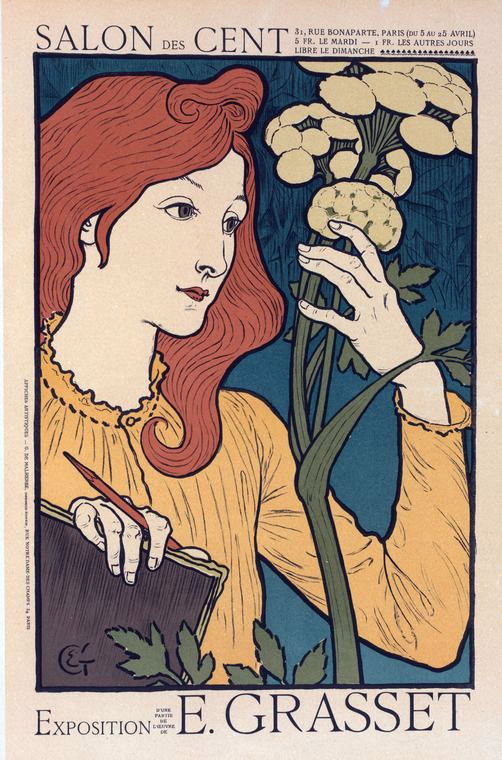
Exposition Eugène Grasset au Salon des Cent 1898
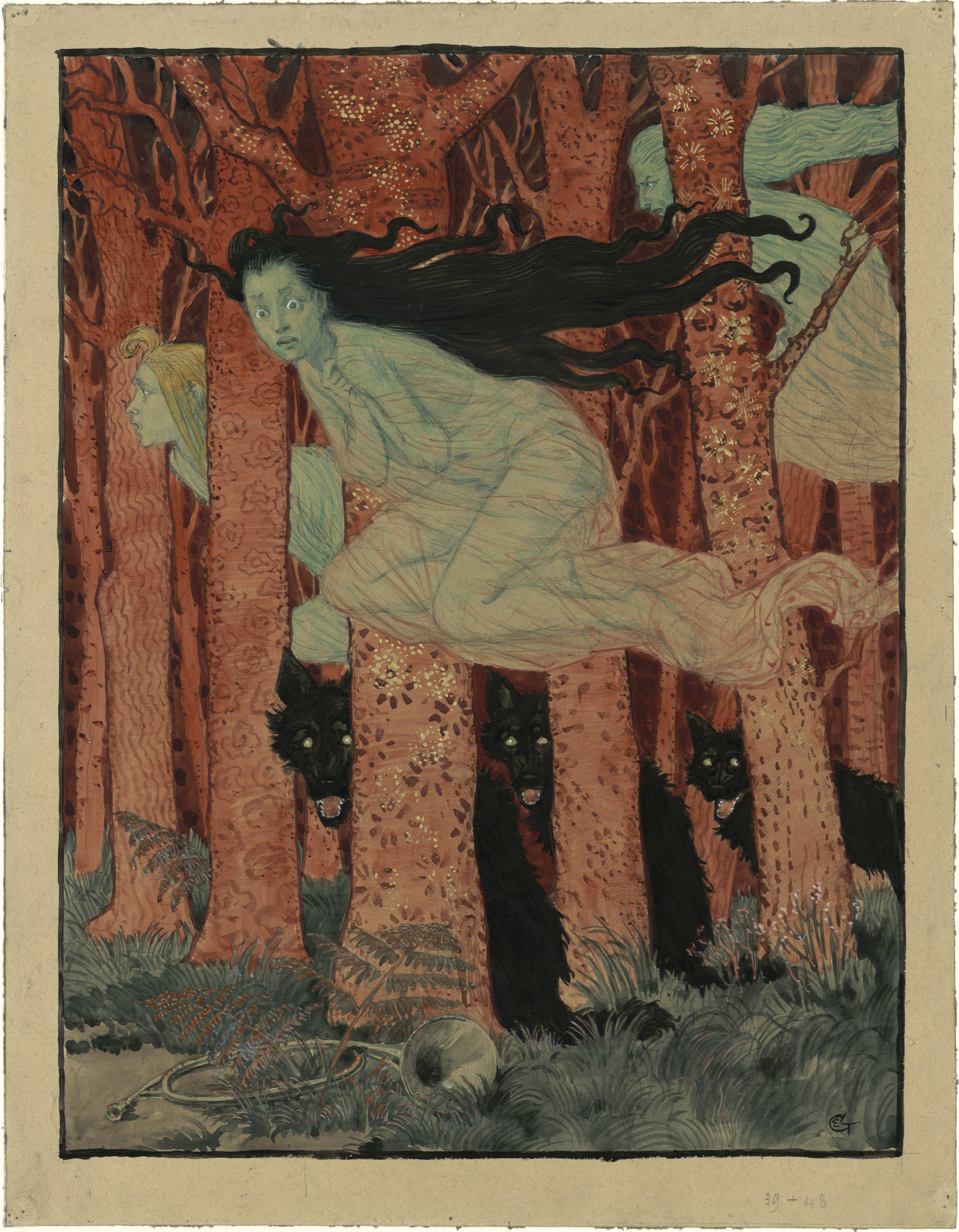
3 dones i 3 llos (1900)
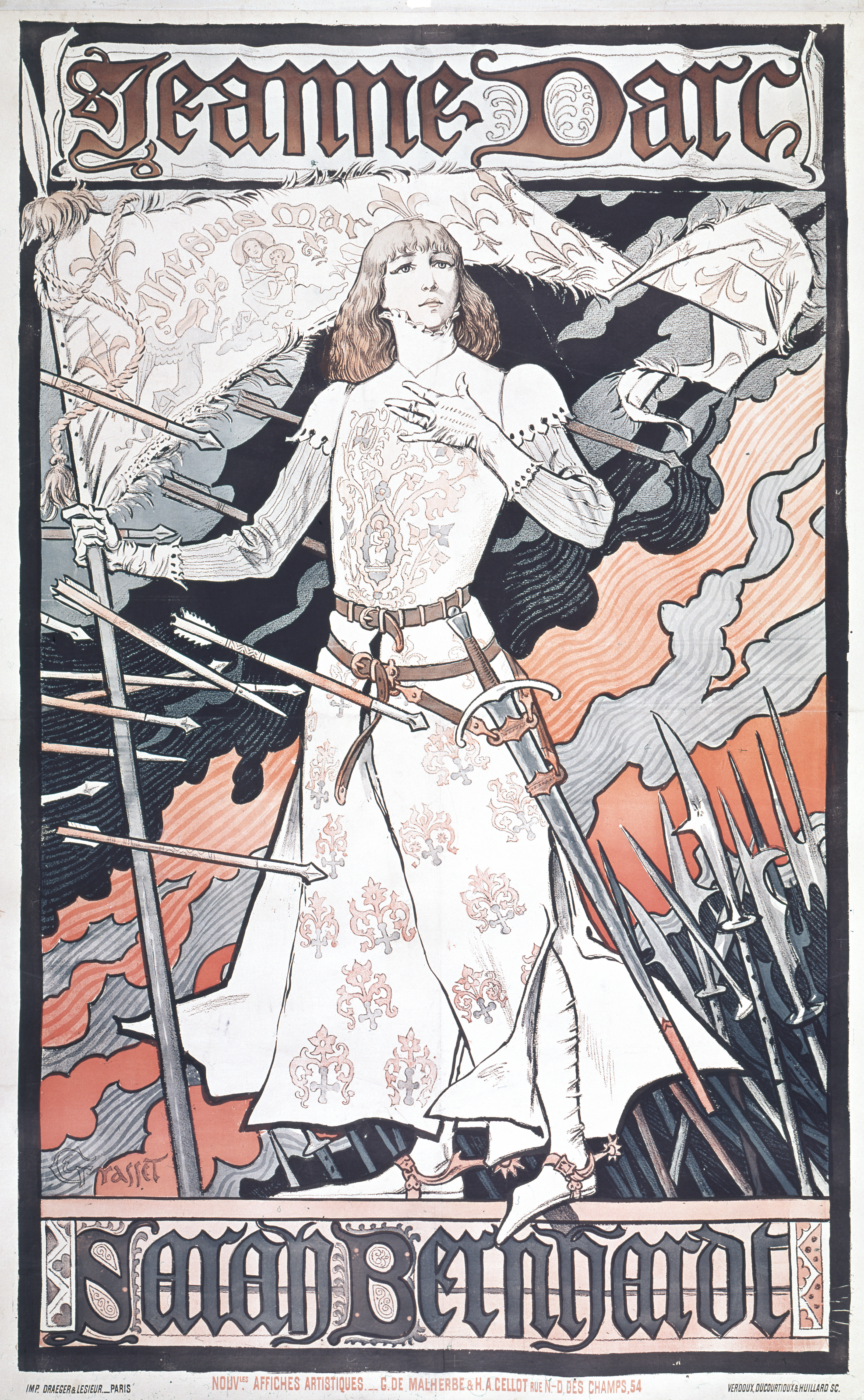
Cartell de teatre per a Sarah Bernhardt, com a Joana d'Arc
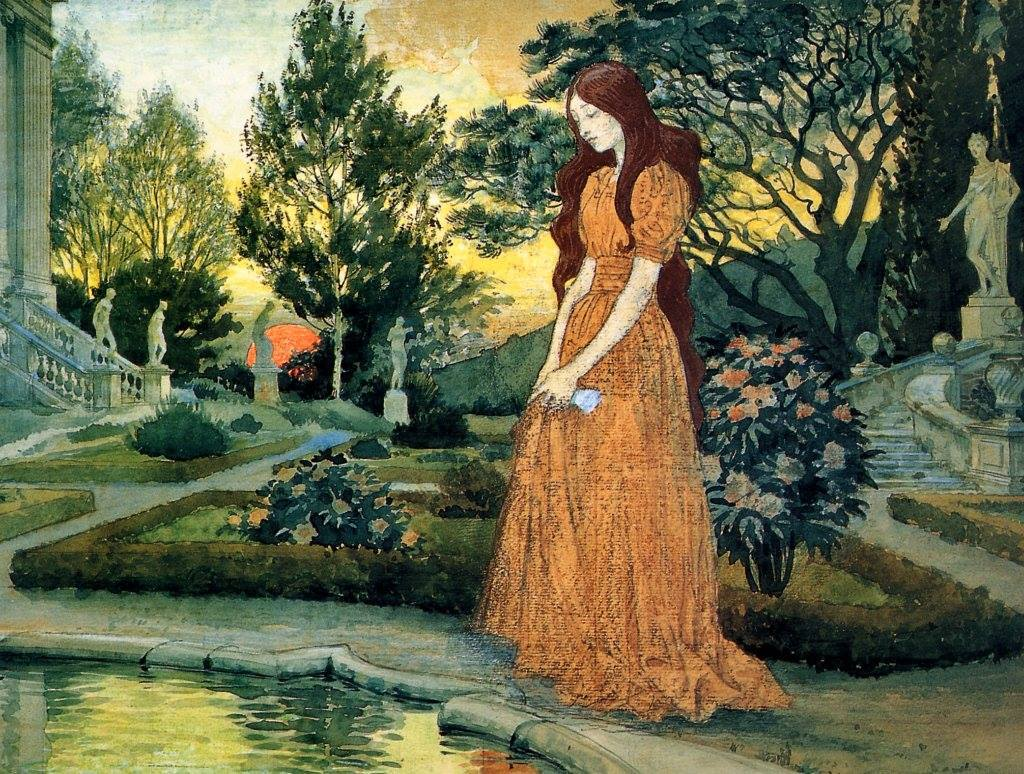
Dona jove en un jardí
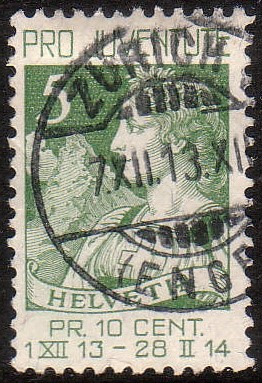
primer segell de la Pro Juventute (1913), Helvetia vor Matterhorn